# Таран альпийский
Таран альпийский (лат. Aconogonon alpinum) — вид травянистых растений входит в род Аконогонон (Aconogonon) семейства Гречишные (Polygonaceae), встречается в арктическом и умеренном поясе Старого Света и на западе Северной Америки.
Другие названия — горец альпийский, горец горный, башкирская капуста, татарская капуста, гречишка альпийская, кислец, таран горный.

## Ботаническое описание
Многолетнее травянистое растение высотой до 100 см.
Обладает мощной корневой системой достигающей 1 м глубины.
Стебель прямостоячий, слабоветвистый, ветви короткие, голые либо более или менее волосистые.
Листья от яйцевидно-ланцетных до удлиненно-ланцетных, 4—12 см длиной и 1—2,5 см шириной, заостренные, с волнистыми краями, с клиновидносуженным основанием, с обеих сторон волосистые.
Цветки собраны в густую безлистную метелку. Околоцветник белый, венчиковидный, 2,5—3,5 мм длиной, с сочленением у его основания.
Плод — трёхгранный, бурый, блестящий орешек, 3,0—3,5 мм длиной, равен околоцветнику или немного выступает из него.
Цветёт в июле—августе. Плоды созревают в августе—сентябре.

## Распространение и экология
Растение произрастает в Европе (горная местность), Средней Азии, Монголии, на Кавказе и Дальнем Востоке.
Встречается на лугах, луговых степях, по лесным опушкам, береговым обрывам, песчано-галечным наносам, на каменистых обнажениях, поднимается в субальпийский пояс.

## Химический состав
Растение содержит органические кислоты, флавоноиды (в надземной массе до 0,080, в цветках до 0,075 %), гликозиды; в корнях до 20 % дубильных веществ.
Содержание дубильных веществ в подземных органах достигает 25 %. В молодых корнях дубильных веществ больше, чем в старых. Больше всего (15—25 %) их содержится в период цветения, меньше перед цветением (18 %).
Содержание аскорбиновой кислоты (в мг на 1 кг абсолютно сухого вещества): в цветках 17626, в листьях 8314.
По анализам одного образца установлено содержание от абсолютно сухого вещества: золы 9,8 %, кальция 1,793 %, фосфора 0,256 %. Содержит 0,3—0,75 % кремнекислоты. 
Химический состав горца горного приведён в таблице ниже:
| Фаза        | От абсолютного сухого вещества в % | От абсолютного сухого вещества в % | От абсолютного сухого вещества в % | От абсолютного сухого вещества в % | От абсолютного сухого вещества в % |
| Фаза        | золы                               | протеина                           | жира                               | клетчатки                          | БЭВ                                |
| ----------- | ---------------------------------- | ---------------------------------- | ---------------------------------- | ---------------------------------- | ---------------------------------- |
| До цветения | 6,7                                | 11,9                               | 2,5                                | 23,7                               | 55,2                               |
| Цветение    | 4,9                                | 9,8                                | 2,2                                | 34,3                               | 48,8                               |

## Значение и применение
Хорошо поедается скотом. Отмечено хорошее поедание крупно рогатым скотом и овцами, лошадьми, северным оленем (Rangifer tarandus), алтайским маралом (Cervus elaphus sibiricus) ,медведем. По наблюдениям в Кабардино-Балкарии поедается западнокавказским туром (Capra caucasica).Отрицательно реагирует на выпас. Применяется как корм для свиней. 
Корни применялись в народной медицине против кровавых поносов, против золотухи и кашля, а также в ветеринарии, как вяжущее противопоносное средство, особенно при лечении кровавых поносов у молодняка.
Сушеные листья употреблялись как суррогат чая. 
Молодые стебли и листья весной употребляют в пищу для приготовления салатов и зеленых щей (вместо щавеля).
Является перспективным источником таннидов. Корни используют для дубления кожи.
Из экстракта корня можно получить черную и коричневую краски.
Медонос.